# Hoàng cầm
Hoàng cầm (danh pháp khoa học: Scutellaria baicalensis) là loài cây thuộc họ Hoa môi (Lamiaceae).

## Miêu tả
Hoàng cầm là một loài cây thảo sống lâu năm (đa niên), cao 20–50 cm, có rễ phình to thành chùy. Thân mọc đứng, vuông, phân nhánh. Lá mọc đối, cuống ngắn hoặc không cuống. Hoa mọc ở đầu cành, có màu lam tím. Cánh hoa có hai môi, bốn nhị, bầu có bốn ngăn.
Vị thuốc hoàng cầm (Radix Scutellariae) được làm từ rễ phơi hay sấy khô của cây hoàng cầm có màu vàng sẫm nên cây này được gọi là hoàng cầm (黄芩).

## Phân bố
Hoa Bắc, bán đảo Triều Tiên.

## Tác dụng dược lý
- Hạ huyết áp
- Kháng sinh
- Giảm sốt
- Lợi tiểu